# Max Lorentz
Max Christian Lorentz, född 16 november 1962 i Täby, är en svensk artist, musiker, låtskrivare, producent samt speaker i radio och TV.

## Musikkarriär
Lorentz debuterade som skivartist med punkgruppen Bitch Boys 1981. Han har även medverkat i grupperna Silver Erection 1977-1979, Subshow 1984-1986, Radio Rip-Off 1987-1989, Nöjesprofilerna 1994-1997 och 2005-vidare samt jazzgruppen Hundras 2 från 2005. Solodebuten skedde med skivan "Lovely" 1994. Han trakterar framför allt hammondorgel.
Lorentz har producerat och spelat med bland annat Eddie Meduza, Tone Norum, Mikael Rickfors, Mats Ronander, Ulf Lundell, Lars Demian, Sanne Salomonsen, Kim Larsen, E-Type, Rolf Wikström, Björn Skifs, Agnetha Fältskog, Orup, Janne "Loffe" Carlsson, Magnus Lindberg, Eldkvarn, Pugh Rogefeldt, Grymlings, John Norum, Talisman och Satariel. Förutom till ovanstående artister har han skrivit musik till bland annat Nina Hagen och Anne-Lie Rydé.
Lorentz medverkar med tre sånger på skivan All Sewn Up - A Tribute To Patrik Fitzgerald, utgiven av Crispin Glover Records i mars 2009, tillsammans med bland annat Jello Biafra från Dead Kennedys och Motorpsycho och producerade samt spelade Hammondorgel på gruppen BC & The Heartkeys liveskiva Live At Fashing tillsammans med bland annat trumslagaren Janne "Loffe" Carlsson vilken utgavs i april 2009.
Efter fyra soloskivor under eget namn släppte Max Lorentz i juni 2011 femte albumet "Kiss You In The Rain - Max Lorentz Sings David Bowie", en samling tolkningar av David Bowie-låtar. Bland övriga musikaliska projekt kan nämnas det progressiva instrumentala soloalbumet under namnet Arktis, electro/dub projektet Dr. Livingstone tillsammans med poeten/regissören Anders Gullberg och albumet "Au Tour De La Ville", soulhyllningen till AC/DC med gruppen Hot Kangaroo och dubbel-CD:n "The AC/DC Soul Explosion - Live at Akkurat" (2011) samt 70-talshårdrocksprojektet Mårran med fyra album sedan (2012) tillsammans med bl.a. Göran Edman, Björn Inge och Morgan Korsmoe.
Lorentz var också medlem 2014 i det brittiska pubrockbandet Tyla Gang samt sedan januari 2015 medlem av det svenska bandet Kaipa da Capo tillsammans med bl.a. Roine Stolt.
2017 spelade Lorentz in ett album med Janne Loffe Carlsson på bara orgel och trummor. Dessvärre gick Loffe bort i augusti 2017. Man släppte, vid detta tillfälle, en digital singel, en teaser, från projektet; "Tillbedjan av jorden". Albumet, som bl.a. innehåller tolkningar av Stravinskys "Våroffer" är fortfarande outgivet.
Den 23 september 2018 släppte Lorentz sitt andra album med tolkningar av David Bowie, "Shiningstar" med låtar från Bowies senare karriär.
2018 startade Lorentz projektet ROSSI of SWEDEN med trumslagaren Stephen Rossi, f.d. Lustans Lakejer. Förutom Lorentz på gitarr och Rossi består bandet av Cecilia Backman, sång, Anders Ericson, gitarr, och Matts Alsberg, basgitarr. Resultatet blev en vinyl-LP på märket S-Rock som släpptes i december 2018. ROSSI of SWEDEN släppte under sent 2023/tidigt 2024 tjugofyra stycken nya låtar, uppdelade på sex stycken digitala 4-spårs EPs. De går under samlingsnamnet "Silly Pop Band".

## Programledare och speakerröst
TV-debuten skedde 1990 som programledare för talkshowen Max på SVT1. 1992 var han programledare för den direktsända musik och talkshowen Live Show på TV4. 1994 gjorde han intervjuer med internationella skådespelare och artister för FilmNet (nu Canal+), och var programledare tillsammans med Vicki Benckert för Sveriges Radios Sommartoppen. Lorentz var domare 1994-1995 i TV-frågesporten Musikmatchen på TV3 där Rebecca De Ruvo var programledare.
Max Lorentz var tidigare stationsröst åt Klassiska Hits, NRJ, The Voice och radiostationen Mix Megapol. Han var speakerröst  i Jeopardy på TV4 2006-2007, när Adam Alsing var programledare. Han förekommer även flitigt som speaker i många olika reklamfilmer.
Lorentz har tidigare gift med sångerskan Tone Norum, skådespelerskan Catharina Alinder samt Lynda Verstege.

## Diskografi (producent)
- Mikael Rickfors Vingar 1988
- Tone Norum Red 1990
- Mikael Rickfors Judas River 1991
- Mats Ronander Himlen gråter för Elmore James 1992
- Lars Demian Man får vara glad att man inte är död 1994
- Kim Larsen Kim Larsen & Kjukken 1996
- Kim Larsen Luft under vingerne 1998
- Rolf Wikström Allting förändras 2001
- Silverbug Your Permanent Record 2005
- Dr. Livingstone Au Tour De La Ville 2006
- Jonatan Stenson Jonatan Stenson 2007
- Blue Hammer Alive and Well 2009
- Live At Fashing (m. BC & The Heartkeys feat. Janne "Loffe" Carlsson) 2009
- The amazing bryatollah ferrarys, t.A.b.F The Noble Art of Defeating Ageing Singel 2011
- Rolf Wikström Istället för tystnad 2011
- Mårran Mårran 2012
- Mårran Mårran 2 2012
- Mårran Mårran Vid liv 2012
- Mårran 3/4 2014
- Mårran APDX 2014
- Tyla Gang Live in Stockholm 2014
- Bonefish Atoms 2017
- Blues Blues Blues - På bar gärning 2018
- ROSSI of SWEDEN - Rossi of Sweden 2018
- Bonefish Where Do We Belong 2023
- Bie Karlsson Hat och kärlek 2023
- ROSSI of SWEDEN - Silly Pop Band 2023

## Diskografi (artist)
- Continental (med Bitch Boys) 1981
- Lovely 1994
- Bravo 1996
- 12 Songs 2000
- The World Is Watching 2002
- Arktis 2007
- All Sewn Up - A Tribute To Patrik Fitzgerald 2009
- Live At Fashing (m. BC & The Heartkeys feat. Janne "Loffe" Carlsson) 2009
- Kiss You In The Rain - Max Lorentz Sings David Bowie 2011
- Hot Kangaroo - The AC/DC Soul Explosion - Live at Akkurat 2011
- Mårran Mårran 2012
- Mårran Mårran 2 2012
- Mårran Mårran Vid liv 2012
- Mårran 3/4 2014
- Mårran APDX 2014
- Kaipa DaCapo "Dårskapens monotoni" 2016
- Blues Blues Blues - På bar gärning 2018
- Shiningstar - Max Lorentz Sings David Bowie Again 2018
- ROSSI of SWEDEN - Rossi of Sweden 2018
- ROSSI of SWEDEN - Silly Pop Band 2023